# Israa Abdel Fattah
Israa Abdel Fattah (1978) es una periodista, activista y bloguera disidente egipcia. Llamada popularmente Facebook Girl, en octubre de 2019 fue detenida por las autoridades egipcias pasando 22 meses en prisión preventiva. Finalmente fue liberada sin juicio el 17 de julio de 2021.

## Biografía
Esraa trabajó como administradora de recursos humanos. Cofundó el Movimiento Juvenil 6 de abril en 2008, un grupo que fue creado para apoyar a los trabajadores en El-Mahalla El-Kubra, una ciudad industrial que planeaban hacer huelga el 6 de abril. Este grupo se convirtió gradualmente en un movimiento político popular.

### Arresto en 2008
Fattah fue arrestada por la seguridad egipcia en 2008. Llamó la atención de algunos periódicos egipcios que desafiaban con esto la política de censura del estado, convirtiéndola en un símbolo para la resistencia y contra la corrupción y la injusticia. 
Tras dos semanas en prisión fue liberada. Hizo una breve declaración pública renunciando al activismo político para siempre.

### Protestas de 2011
Esraa reapareció durante las protestas nacionales de enero de 2011 en Egipto, que pidieron el fin del régimen de Hosni Mubarak. Estaba activa en Internet, y también sobre el terreno, actualizando a Al Jazeera Televisión con las últimas noticias relacionadas con la oposición. 

### Posrevolución
Cuando los edificios de seguridad del estado fueron atacados a principios de marzo de 2011, a raíz de los signos de archivos destruidos, se encontró un archivo para Israel que contenía diez páginas de documentos que detallaban tres años de escuchas telefónicas y correos electrónicos pirateados, incluidos algunos se centraron en su divorcio. "El sentimiento de violación fue indescriptible", dijo.
Su nombre fue presentado para la candidatura al Premio Nobel de la Paz de 2011. El 31 de octubre de 2011, fue nombrada Mujer del Año por Glamour.

## Detención
El 11 de octubre de 2019 fue detenida por las autoridades egipcias, acusada de "divulgar noticias falsas" y "colaboración con grupo terrorista" según informó su abogado, Khaled Ali. Pasó 22 meses bajo arresto preventivo sin juicio. Fue liberada el 17 de julio de 2021.